# Gaston Duribreux
Gaston Duribreux (Oostende, 28 mei 1903 - aldaar,  27 mei 1986) was een Belgisch schrijver.

## Biografie
Zijn ouders waren afkomstig van de Catsberg in Noord-Frankrijk. Hij ging naar de middelbare school in Oostende (Onze-Lieve-Vrouwecollege), waar hij een studie in de moderne humaniora volgde en gestimuleerd werd door oorlogsaalmoezenier E.H. August Benoot. Hij leerde het vak van hotelier in het Hotel Miramar aan de Franse Riviera en in Duitsland. 
Hij huwde Louise-Marie Dierickx-Visschers en kreeg drie zonen, René, Yanty en Paul. Zijn werk gaat vooral over de vissers die hij kende van zijn lange wandelingen aan de visserskaai. Gedurende de zomer was hij hotelier te Mariakerke.
In zijn Parkhotel, uitgebaat door Paul Duribreux, en Hotel Miramar, gebouwd in 1964 en tot 2000 uitgebaat door Yanty zijn zoon en vervolgens tot 2008 door Frédéric Duribreux, zijn kleinzoon, ontving hij beroemde persoonlijkheden, onder wie de Oostendse kunstschilder James Ensor.
Indrukwekkend was het, zo wordt verteld, toen beroemdheden zoals Ernest Claes en Stijn Streuvels op zondagmorgen tijdens de weekends van "Dietsche Warande en Belfort" de mis op Mariakerke bijwoonden. Onder andere zo heeft Duribreux Mariakerke 'op de kaart gebracht'.
Gaston Duribreux werd 'de romancier van de zee’, 'de laatste katholieke schrijver' , of ook wel 'de romancier-hotelier' genoemd.
Zijn werken zijn diep-psychologisch en christelijk geïnspireerd, en spelen zich het liefst af in de buurt van de Noordzee.
Zijn boeken werden uitgegeven door verschillende uitgeverijen waaronder het Davidsfonds, Desclée-De Brouwer, Manteau enz.

## Literaire prijzen
- 1942: Premie van de beste eersteling van de provincie Antwerpen, voor Bruun
- 1947: Lode Baekelmansprijs van de Koninklijke Vlaamse Academie voor Taal en Letterkunde, voor romans over de zee en het vissersvolk
- 1951: Prijs van de Scriptores Catholici, voor De grote hemme
- 1952: Vlieberghprijs van het Davidsfonds voor Tussen Duivel en Diepzee
- 1952: Vijfjaarlijkse prijs voor het Verhalende Proza van de provincie West-Vlaanderen, voor De zure druiven

## Titels
- Ridder in de kroonorde
- Ridder in de Leopoldsorde
- Officier in de Leopoldsorde

## Werken
- Karoen in 't aanschijn van de zee (1934) (ps.Jan van Wieren)
- Flouc dans le monde des crabes (1937) verhaal.
- Bruun (1939)
- De laatste visschers (1940)
- Zee- en visschersvolk op Vlaanderens kust (1941)
- De Indringer (kort verhaal, 1001 Avond, uitgeverij contact, Amsterdam, 1941)
- De Visscher (1942)
- Derina (1942)
- Visschershulp, 'Een Nieuwjaarsavondvertelling'. (Kortverhaal, 'Winterhulp', 1942)
- Zee, volk en kunst (1942) (Artikel voor 'Volk en Kultuur', nr 42, 14/11/1942)
- Rijm op de kust (verhaal, in "Bloei", 1942)
- De Roeschaard (1943)
- De smokkeltocht in den kerstnacht, (Verhaal voor Het Laatste Nieuws, Kerstdag 1944)
- De bron op de berg (1945)
- Toen keerde de wind (1948) (in Demedts,A.,e.a.:"Van elk een verhaal", Davidsfonds)
- Het licht over het duin (1948) (Kort verhaal, Ons Volk nr 52, 1948)
- Op ontdekking bij Cyriel Los (Ons Volk nr 3, 16 januari 1949)
- De grote Hemme (1950)
- Het gouden zeil (1951)
- De zure druiven (1952)
- De terugkeer na het bal (kortverhaal, Dietsche Warande en Belfort nr. 6, juli 1953)
- Tussen duivel en diepzee (1953)
- Schipper Jarvis (1955)
- De parabel van de gehate farizeeër (1955)
- De parabel van de geliefde tollenaar (1956)
- Kantwerk en zwanen (1958)
- Het wrede spel (1960)
- Duren, dienen, redden, "Tenir, Servir, Sauver", in 'Anthologie de la Prose Néerlandaise', Nova et vetera, blz 32-77, Aubier-Asedi, éditions Montaigne, Paris, (1968)
- Ballade van de hopeloze zuiverheid (1971)
- Spiegel en Bokswant (geschreven in 1952, maar pas door de familie ontdekt in 1986, uitgegeven in 2009)

## Citaten
- "De zee is God op aarde"
- "De zee is mijn inspiratiebron, niet alleen voor mijn vissersroman, maar voor al mijn werk. Er is geen personage, geen karakter, geen levensopvatting, die ik niet eerst in de zee heb gedrenkt.Zij is voor mij een vaste en verwante persoonlijkheid. Ik leef-als ik mij zo uitdrukken mag-in een soort fysieke eenheid met haar.Dat heb ik gedurende de oorlog kunnen ervaren. Drie jaar lang mochten wij de zee niet naderen en daar leed ik onder als onder de amputatie van een lichaamsdeel."
- "Ik heb dagenlang met strandjutters meegelopen terwijl het stormde. Als kind sleepte ik wrakhout uit het water, samen met Diesje Meesschaert, en ik lag er hijgend en vermoeid naast, terwijl het gebulder van de zee over me heenging. Ik heb meeuwen zien sterven. Ik heb gezwommen, diep in de kurve van de golven, waar men geen kust meer ontwaart. Ik stond op een muur of hokte neer in het duin tot diep in de nacht, uren lang, en tuurde over zee naar een buit...die later een boek geworden is."
- "Ik ken niets zo los en zo vrij als de zee en zo gevoelig als men ze met de blik raakt. Ik zou willen sterven met mijn blik naar de zee gewend."
- "De kerk beschouw ik als een lichtbaken met daaromheen de chaos van ons hartstochtelijk leven"
- "Voor de zee gezeten stel ik mij onophoudelijk vragen, en dankzij de zee blijft geen vraag onbeantwoord. De zee geeft mij nooit ontgoocheld."
- "Karate naar het eigen beeld van de Noordzee, is beurtelings kalmte en plotseling ontketening. Machtsvertoon en rechtmatige terugkeer naar een volledige en onverzettelijke zelfbeheersing."
- "Schrijven is een afreageren van dingen, die u vrees aanjagen en die ge niet kunt bereiken."
- "De heldhaftigheid die ik in mijn werken oproep, bezit ik niet in dezelfde mate als mijn personages. Zij duikt bij flitsen bij mij op. Die flitsen worden verlangens, die overgroeid worden door de levensvrees. Om mij daarvan te bevrijden, beeld ik personages uit die geen vrees kennen."